# Applied Data Research
Applied Data Research (ADR) — один из крупнейших производителей программного обеспечения с 1960-х по середину 1980-х годов. ADR также называют «первым независимым поставщиком программного обеспечения».
Основанная в 1959 году как компания по заказной разработке, ADR в конечном итоге создала серию своих продуктов. Широко используемые продукты ADR включали в себя Autoflow (автоматическое заполнение блок-схем), ROSCOE (англ. Remote OS Conversational Operating Environment) — среду диалоговой разработки и подготовки текстов, а также приобретенную позже DATACOM/DB, систему управления базами данных от Insyte Datacom. ADR также разработала интерактивное окружение разработчика для жизни приложений IDEAL, язык программирования 4-го поколения.
Наиболее популярным продуктом ADR был The Librarian (Библиотекарь), представлявший собой систему управления версиями программного обеспечения для операционных систем IBM. В 1978 году сообщалось, что The Librarian используется на более чем 3000 сайтах.

## Первый патент на ПО
ADR получила патент на компьютерную программу, систему сортировки, 23 апреля 1968 году. Сама же программа была разработана Мартином Гетцем.

## Судебный процесс между ADR и IBM
ADR подала в Федеральный суд США на IBM с обвинениями, что IBM «замедляет рост независимой индустрии программного обеспечения» и «монополизации индустрии программного обеспечения», ссылаясь на то, что деятельность IBM привела к известнейшему разделению программного обеспечения и сервисов в 1969 году. В 1970 году ADR и Programmatics (дочерняя компания ADR) получили 1,4 миллиона долларов внесудебной компенсации от IBM. Также компания согласилась выступать поставщиком Autoflow, что принесло ADR ещё 600 000 долларов.

## Спор с Nixdorf
ADR лицензировала свою DATACOM/DB для TCSC, фирмы, которая продавала модифицированные версии операционных систем IBM DOS/360 и DOS/VS, более известных как Edos. Затем, когда в 1980 году Nixdorf Computer купила TCSC, Nixdorf стремилась продлить лицензионное соглашение; ADR и NCSC обратились в суд для выяснения того, было ли соглашение разорвано по причине приобретения компании. В 1981 году обе стороны сошлись во мнении, что Nixdorf может продолжать перепродавать продукты ADR.

## Корпоративная история
В конце 1960-х ADR купила Массачусетскую компьютерную организацию (англ. Massachusetts Computer Associates), более известную как Compass. ADR была продана Ameritech в 1986 году и сохранена в качестве самостоятельной дочерней компании. В 1988 году Ameritech продала компанию корпорации Computer Associates (не путать с Massachusetts Computer Associates). Computer Associates интегрировала ADR как новое подразделение для работы с информационными продуктами.